# Logie Award per il più popolare nuovo talento maschile
Il Silver Logie per il più popolare nuovo talento maschile (Silver Logie for Most Popular New Male Talent) è stato un premio presentato dall'australiana TV Week Logie Awards. Venne assegnato per la prima volta alla 41° cerimonia dell'Annual TV Week Logie Awards, tenutasi nel 1999. Il premio è conferito per onorare la straordinaria prestazione di un nuovo talento maschile in un programma australiano. Potrebbe essere o non essere la sua prima apparizione televisiva, tuttavia è il suo primo ruolo televisivo importante. Il vincitore e i candidati al premio sono stati scelti dal pubblico attraverso un sondaggio online sul sito web di TV Week. Questa categoria di premio è stata eliminata nel 2014 e sostituita dalla categoria non specifica di genere, Più popolare nuovo talento. Home and Away ha il maggior numero di vincitori di questo premio, con un totale di sette vittorie, seguito da Neighbours con due vittorie.

## Vincitori e candidati
L'elenco mostra il vincitore di ogni anno, seguito dagli attori che hanno ricevuto una nomination. Per ogni attore viene indicato il titolo della serie che le ha valso la nomination, se possibile con il titolo in italiano.
| Anno | Attore             | Serie televisiva                                      | Emittente             | Note   |
| ---- | ------------------ | ----------------------------------------------------- | --------------------- | ------ |
| 1999 | Daniel MacPherson  | Neighbours                                            | Network Ten           | [ 1 ]  |
| 1999 | Paul Bishop        | Blue Heelers - Poliziotti con il cuore (Blue Heelers) | Seven Network         | [ 1 ]  |
| 1999 | Troy Dann          | Outback Adventures with Troy Dann                     | Seven Network         | [ 1 ]  |
| 1999 | Graeme Squires     | Home and Away(Home and Away)                          | Seven Network         | [ 1 ]  |
| 2000 | Justin Melvey      | Home and Away (Home and Away)                         | Seven Network         | [ 5 ]  |
| 2000 | Rove McManus       | Rove Live                                             | Network Ten           | [ 5 ]  |
| 2000 | James O'Loughlin   | Inside the Arena                                      | Arena                 | [ 5 ]  |
| 2000 | Cameron Welsh      | Home and Away (Home and Away)                         | Seven Network         | [ 5 ]  |
| 2001 | Jamie Durie        | Backyard Blitz                                        | Nine Network          | [ 6 ]  |
| 2001 | Beau Brady         | Home and Away (Home and Away)                         | Seven Network         | [ 6 ]  |
| 2001 | Chris Egan         | Home and Away (Home and Away)                         | Seven Network         | [ 6 ]  |
| 2001 | Ben Steel          | Home and Away (Home and Away)                         | Seven Network         | [ 6 ]  |
| 2002 | Ditch Davey        | Blue Heelers - Poliziotti con il cuore (Blue Heelers) | Seven Network         | [ 7 ]  |
| 2002 | Conrad Coleby      | All Saints                                            | Seven Network         | [ 7 ]  |
| 2002 | Martin Dingle-Wall | Home and Away (Home and Away)                         | Seven Network         | [ 7 ]  |
| 2002 | Blair McDonough    | Neighbours                                            | Network Ten           | [ 7 ]  |
| 2002 | Danny Raco         | Home and Away (Home and Away)                         | Seven Network         | [ 7 ]  |
| 2003 | Patrick Harvey     | Neighbours                                            | Network Ten           | [ 8 ]  |
| 2003 | Jay Bunyan         | Neighbours                                            | Network Ten           | [ 8 ]  |
| 2003 | Daniel Collopy     | Home and Away (Home and Away)                         | Seven Network         | [ 8 ]  |
| 2003 | Michael Dorman     | The Secret Life of Us (The Secret Life of Us)         | Network Ten           | [ 8 ]  |
| 2003 | Ben Mortley        | Le sorelle McLeod (McLeod's Daughters)                | Nine Network          | [ 8 ]  |
| 2004 | Kip Gamblin        | Home and Away (Home and Away)                         | Seven Network         | [ 9 ]  |
| 2004 | Dr. Chris Brown    | Harry's Practice                                      | Seven Network         | [ 9 ]  |
| 2004 | Daniel Frederiksen | Stingers                                              | Nine Network          | [ 9 ]  |
| 2004 | Andrew O'Keefe     | Deal or No Deal                                       | Seven Network         | [ 9 ]  |
| 2004 | Luke van Dyck      | DIY Rescue                                            | Nine Network          | [ 9 ]  |
| 2004 | Luke van Dyck      | Renovation Rescue                                     | Nine Network          | [ 9 ]  |
| 2005 | Chris Hemsworth    | Home and Away (Home and Away)                         | Seven Network         | [ 10 ] |
| 2005 | Ben Nicholas       | Neighbours                                            | Network Ten           | [ 10 ] |
| 2005 | Dean O'Gorman      | Le sorelle McLeod (McLeod's Daughters)                | Nine Network          | [ 10 ] |
| 2005 | Jason Smith        | Home and Away (Home and Away)                         | Seven Network         | [ 10 ] |
| 2005 | Wil Traval         | All Saints                                            | Seven Network         | [ 10 ] |
| 2006 | Paul O'Brien       | Home and Away (Home and Away)                         | Seven Network         | [ 11 ] |
| 2006 | Adam Hills         | Spicks and Specks                                     | ABC                   | [ 11 ] |
| 2006 | Dan O'Connor       | Neighbours                                            | Network Ten           | [ 11 ] |
| 2006 | Jonny Pasvolsky    | Le sorelle McLeod (McLeod's Daughters)                | Nine Network          | [ 11 ] |
| 2006 | Rhys Wakefield     | Home and Away (Home and Away)                         | Seven Network         | [ 11 ] |
| 2007 | Dustin Clare       | Le sorelle McLeod (McLeod's Daughters)                | Nine Network          | [ 12 ] |
| 2007 | Ben Lawson         | Neighbours                                            | Network Ten           | [ 12 ] |
| 2007 | Bobby Morley       | Home and Away (Home and Away)                         | Seven Network         | [ 12 ] |
| 2007 | Chris Sadrinna     | Home and Away (Home and Away)                         | Seven Network         | [ 12 ] |
| 2007 | Andrew Supanz      | All Saints                                            | Seven Network         | [ 12 ] |
| 2008 | Lincoln Lewis      | Home and Away (Home and Away)                         | Seven Network         | [ 13 ] |
| 2008 | Jack Campbell      | All Saints                                            | Seven Network         | [ 13 ] |
| 2008 | Sam Clark          | Neighbours                                            | Network Ten           | [ 13 ] |
| 2008 | David Lyons        | Sea Patrol (Sea Patrol)                               | Nine Network          | [ 13 ] |
| 2008 | Stuart MacGill     | Stuart MacGill Uncorked                               | The LifeStyle Channel | [ 13 ] |
| 2009 | Hugh Sheridan      | Packed to the Rafters (Packed to the Rafters)         | Seven Network         | [ 14 ] |
| 2009 | Dean Geyer         | Neighbours                                            | Network Ten           | [ 14 ] |
| 2009 | George Houvardas   | Packed to the Rafters (Packed to the Rafters)         | Seven Network         | [ 14 ] |
| 2009 | Matt Lee           | So You Think You Can Dance Australia                  | Network Ten           | [ 14 ] |
| 2009 | Jordan Rodrigues   | Home and Away (Home and Away)                         | Seven Network         | [ 14 ] |
| 2010 | Luke Mitchell      | Home and Away (Home and Away)                         | Seven Network         | [ 15 ] |
| 2010 | Charlie Pickering  | The 7PM Project                                       | Network Ten           | [ 15 ] |
| 2010 | Matt Preston       | MasterChef Australia                                  | Network Ten           | [ 15 ] |
| 2010 | James Stewart      | Packed to the Rafters (Packed to the Rafters)         | Seven Network         | [ 15 ] |
| 2010 | Josh Thomas        | Talkin' 'Bout Your Generation                         | Network Ten           | [ 15 ] |
| 2011 | Firass Dirani      | Underbelly: The Golden Mile                           | Nine Network          | [ 16 ] |
| 2011 | Charles Cottier    | Home and Away (Home and Away)                         | Seven Network         | [ 16 ] |
| 2011 | Eddie Perfect      | Offspring                                             | Network Ten           | [ 16 ] |
| 2011 | Manu Feildel       | My Kitchen Rules                                      | Seven Network         | [ 16 ] |
| 2011 | Ryan Corr          | Packed to the Rafters (Packed to the Rafters)         | Seven Network         | [ 16 ] |
| 2012 | Steve Peacocke     | Home and Away (Home and Away)                         | Seven Network         | [ 17 ] |
| 2012 | Dan Ewing          | Home and Away (Home and Away)                         | Seven Network         | [ 17 ] |
| 2012 | Peter Kuruvita     | My Sri Lanka with Peter Kuruvita                      | SBS                   | [ 17 ] |
| 2012 | James Mason        | Neighbours                                            | Network Ten           | [ 17 ] |
| 2012 | Tom Wren           | Winners & Losers                                      | Seven Network         | [ 17 ] |
| 2013 | Joel Madden        | The Voice Australia                                   | Nine Network          | [ 18 ] |
| 2013 | Alex Williams      | Underground: The Julian Assange Story                 | Network Ten           | [ 18 ] |
| 2013 | David Campbell     | Mornings                                              | Nine Network          | [ 18 ] |
| 2013 | Robert C. Irwin    | Steve Irwin's Wildlife Warriors                       | Network Ten           | [ 18 ] |
| 2013 | Will McDonald      | Home and Away (Home and Away)                         | Seven Network         | [ 18 ] |